# Tucapel
Tucapel är en kommun i Chile.   Den ligger i provinsen Provincia de Biobío och regionen Región del Biobío, i den södra delen av landet, 400 km söder om huvudstaden Santiago de Chile.
I omgivningarna runt Tucapel växer i huvudsak blandskog. Runt Tucapel är det ganska glesbefolkat, med 23 invånare per kvadratkilometer.